# John Ward (Schlagzeuger)
John Ward (* 15. Dezember 1927 in Mechelen; † 12. Mai 2015) war ein belgischer Jazz-Schlagzeuger. Als sein Markenzeichen gelten „sein eleganter Swing und sein Drive, mit dem er Publikum und Mitmusiker gleichermassen begeistert.“

## Leben und Wirken
Ward begann seine Karriere bei Gus Clark; 1946 spielte er bei Bill Alexandre, mit dem erste Aufnahmen entstanden. im Mai 1949 gehörte er in Paris den Bob Shots um Jacques Pelzer, Bobby Jaspar, Fats Sadi und Francy Boland an, mit denen er mehrere Titel für Pacific einspielte. Ebenfalls in Paris nahm er mit dem Toots Thielemans Quartet du Hot Club de Belgique (mit Francis Coppieters und Jean Warland) auf. Ab Mitte 1949 bis 1974 gehörte er dem Hazy-Osterwald-Sextett an, in dem er auch Gesangs- und Showeinlagen lieferte.  Hierbei übernahm er die tiefste Gesangslage.
Mit der Sängerin Bibi Johns legte er 1961 die Pop-Single „Das kann gefährlich sein“ (Polydor) vor. In späteren Jahren spielte er in zahlreichen nationalen und internationalen Formationen und führte in der Schweiz ein eigenes Trio, seit 2005 mit Elmar Kluth (Piano) und Thomas Hirt (Bass), für das Album Sarah Sings With the John Ward Trio ergänzt durch die Sängerin Sarah Peng.
Im Bereich des Jazz war er zwischen 1948 und 1964 an 31 Aufnahmesessions beteiligt.